# De Bende van de Zwarte Kous
 De Bende van de Zwarte Kous  is het 15de stripverhaal van Nero. De eerste negen klassieke avonturen verschenen onder de titel De avonturen van detective Van Zwam. Dit album verscheen onder de definitieve titel  De avonturen van Nero & Co die tot het laatste album gebruikt zal worden. De reeks wordt getekend door striptekenaar Marc Sleen. Het Volk publiceerde voorpublicaties tussen 4 juni 1952 en 15 november 1952.

## Hoofdrollen
- Nero
- Madam Pheip
- Petoetje

## Inhoud
In dit verhaal ontmoet Nero een oude bekende. De steenrijke Gaga-Pan (zie album De Juwelen van Gaga-Pan) is net als Nero met vakantie aan de Belgische kust. De miljardair biedt Nero de kans om 30 miljard euro rijker te worden en geeft hem een uur de tijd om duizend frank uit te geven. Nero probeert, maar heeft zoveel geluk dat hij uiteindelijk met honderdduizend euro meer achterblijft. Hij troost zich met de gedachte dat hij het geld dat hij inmiddels bijeengespaard heeft kan vergokken op de paardenrennen. Ditmaal is hij echter alles kwijt, maar de miljardair Gaga-Pan schenkt Nero uit medelijden toch nog een cheque van 1 miljoen euro. Nero is enorm gelukkig en vertoont zo'n uitbundig gedrag dat een agent hem in de gevangenis wil stoppen. Op datzelfde moment wordt Nero's cheque gestolen door een louche figuur. Nero achtervolgt de dief en weet diens jas te stelen. Hierin ontdekt hij een naamkaartje waaruit blijkt dat de dief (Ramundo Lamore) uit Mexico afkomstig is. Hij gaat naar het vliegveld, maar het vliegtuig is al vertrokken en het volgende vertrekt pas over een week. Nero loopt in zijn haast een tombolaverkoper omver en koopt als schadevergoeding een lotje. Met dit lot wint hij een straaljager waarmee hij naar Mexico scheert. Petoetje blijkt echter stiekem mee gegaan te zijn en aldus bevinden ze zich samen in de Mexicaanse woestijn. Daar vinden ze het lijk van de vermoorde Ramundo terug die door Don Cruellos, een booswicht, doodgestoken werd nadat hij hoorde dat hij een cheque van een miljoen had. Nero en Petoetje besluiten zich te vermommen en komen de "Bende van de Zwarte Kous" op het spoor, een Mexicaanse dievenbende waarvan de leden allemaal één enkele zwarte kous dragen. Op Ramundo's gitaar stond "La Passavita" geschreven en Nero en Petoetje gaan op zoek naar wie deze persoon zou kunnen zijn. La Passavita blijkt de knappe dochter van Don Cruellos te zijn en Nero en Petoetje worden door hem opgesloten. Don Cruellos vertrekt naar de stad om de cheque uit te wisselen, terwijl Nero en Petoetje inmiddels ontsnappen en dankzij La Passavita het spoor van Cruellos terugvinden. La Passavita stuurt echter zonder Nero en Petoetjes medeweten twee bandieten achter hen aan om hen te vermoorden.
Ze komen Don Cruellos op het spoor en beginnen te vechten. Een gier gaat inmiddels met de cheque aan de haal, maar Petoetje schiet hem neer en de cheque dwarrelt in Ramundo's gitaar (die Petoetje al die tijd met zich meesleurde). Niemand heeft dit echter gemerkt. Don Cruellos en de 2 bandieten die Passavita gestuurd heeft nemen Nero en Petoetje gevangen en horen hen uit over waar de cheque is gebleven? Net terwijl ze een vuur stoken om hen te martelen komt er een Indiaan op af die dacht dat het rooksignalen waren. Deze afleiding is genoeg voor Nero en Petoetje om opnieuw de situatie meester te worden. Ze binden de 3 bandieten vast aan een cactus en vragen de Indiaan om de cheque op te sporen. De Indiaan vermoedt dat de cheque in de gitaar zit en neemt ze over van Petoetje zonder hen er iets rond los te laten. De bandieten vragen de Indiaan om hen los te laten in ruil voor drie paarden. Zodra ze los zijn, slaan ze de Indiaan neer en vallen opnieuw Nero en Petoetje aan. In de tussentijd is Madam Pheip naar Mexico gekomen om Petoetje en Nero te zoeken. Ze komt ook Detective Van Zwam tegen die om dezelfde reden ter plekke is met zijn auto. Ze vragen de weg aan de Bende van de Zwarte Kous die met het voertuig wegrijden en alle champagne opdrinken. Ze rijden helemaal terug naar de plek waar Nero en Petoetje zich verstopt hadden en botsen hen omver. Omdat ze nog steeds de cheque niet terugvinden besluiten ze uit wraak het tweetal te vermoorden. Ze zijn echter te dronken om hen met hun messen te raken en ineens gooit de Indiaan het mes terug en doodt hierbij een van de bendeleden. Don Cruellos schiet hierop de Indiaan dood. Er wordt besloten zowel de doden als de nog levende Nero en Petoetje allemaal in een massagraf te stoppen. Van Zwam en Madam Pheip hebben net op de valreep het spoor teruggevonden en steken de nog levende bendeleden in de cover van Van Zwams auto. Ze rijden naar het dichtbijgelegen dorpje waar Van Zwam en Nero door de cafébaas (die lid is van de Bende) worden dronken gevoerd en Madam Pheip met auto en al ontvoerd wordt door de vriend van de cafébaas. Madam Pheip ontdekt de cheque in de gitaar wanneer ze een van de bendeleden ermee neerslaat. De cafébaas bindt haar echter vast aan een paal van zijn schuur en bevrijdt Don Cruellos en zijn makker. Er ontstaat ruzie over de cheque en Don Cruellos slaat de cafébaas neer. De 2 bandieten besluiten te vluchten en steken het hele gebouw in brand. Petoetje kan iedereen redden, maar de stomdronken Nero en Van Zwam moeten eerst hun roes uitslapen voor de achtervolging kunnen inzetten.
In het huis van La Passavita overleven ze ternauwernood een nieuwe aanslag. De bandieten blijken samen met Passavita naar de Amerikaanse grens vertrokken en overvallen allerlei banken op de weg erheen. Van Zwam vermoedt welke bank ze hierna zullen overvallen en Nero herinnert zich dat zijn straaljager hier nog ergens staat. Aldus vliegen ze erheen en lokken de Bende in een valstrik. La Passavita, die in de auto is achtergebleven, ruikt echter lont en rijdt weg met de cheque en de buit. Nero en co zetten met de straaljager de achtervolging weer in, maar worden door de Amerikaanse luchtmacht tegengehouden wegens het doorkruisen van hun luchtruim en gebrek aan visakaarten. Ze worden allemaal opgesloten in een cel, maar Petoetje weet hen te bevrijden en ze stelen een jeep. Per ongeluk komen ze recht in een kudde vee te rechten en nemen een koe mee. Jimmy Mac Murderer, een vee-eigenaar zet de achtervolging in en wil Nero en co ophangen wegens veediefstal. Omdat er echter geen boom in de buurt is kan dit plan niet uitgevoerd worden. De cowboy legt uit dat dit al de tweede teleurstelling is sinds een Mexicaanse schonen op hem verliefd werd en al zijn geld stal. Nero en co beseffen dat ze Passavita op het spoor zijn en rijden samen met de cowboy verder. Een groep Indianen overvallen hen echter en pas wanneer Nero het zoontje van het opperhoofd red van een grizzlybeer nodigt hij hen uit voor een feest waarbij ze La Passavita zullen doodmartelen. Ze hebben haar namelijk enige tijd ervoor gevangengenomen. Van Zwam vermomt zich als een squaw en bevrijdt La Passavita, maar zij slaat hem neer en slaat op de vlucht met ook nog de schat van de Indianenstam. Nu wil ook het Indianenopperhoofd mee uit wraak. Via een lifter ontdekken Nero en co dat ze ook deze lifter heeft bestolen en zo komen ze uiteindelijk in New York aan. Daar ontdekken ze de buit, maar niet de cheque of Passavita. De cowboy keert tevreden met zijn geld terug, terwijl de Indiaan inmiddels bij het inbeuken van de deur uit het raam is gevallen. La Passavita staat plots weer in de kamer en sluit Nero en co op in een kamer die ze met gas vult. Petoetje wordt gedwongen haar te helpen met al het geld in te laden, maar schakelt haar in een onoplettend moment uit. Nero vindt de cheque terug, maar het gestolen bankgeld waait door het raam naar buiten en dwarrelt naar beneden tussen de Amerikaanse burgers die Nero prompt voordragen als hun nieuwe presidentskandidaat. Nero en co keren echter uiteindelijk terug naar huis, vooral nadat Madam Pheip een groot deel van Nero's cheque heeft gespendeerd aan jurkjes kopen.

## Achtergronden bij het verhaal
- In strook 1-6, 16-20, 28-29 zien we de Champetter uit Sleens andere stripreeks De Lustige Kapoentjes.
- Miljardair Gaga-Pan, een woordspeling op Aga Khan, speelde ook al een rol in De Juwelen van Gaga-Pan
- Een van de renpaarden in strook 14 heet Greta Garbo.
- De straatnaam Frans van Lierdestraat (strook 22) is een vriendelijke knipoog naar de toenmalige directeur van uitgeverij Het Volk, Frans Van Lierde.
- Nero's straaljager zit volgens strook 32 "nog in kisten, zopas uit Amerika toegezonden in het teken van het Noord-Atlantisch Pact."
- In strook 37 zien we Jan De Spot weer, ditmaal in gedaante van butler bij Madam Pheip. De Spot was een vriend van Marc Sleen en journalist/hoofdredacteur.
- In dit verhaal wordt er een andere voornaam gebruikt voor Meneer Pheip. Zo heet hij "Oscar" in plaats van Philemon (strook 37).
- In strook 40 zien we Beo uit het album Beo de Verschrikkelijke.
- Madam Pheip zucht bij haar aankomst in New York: "En in mijn atlas zou ge nochtans zeggen dat het niet verder is dan Zeveneken."
- In strook 92 wordt Madam Pheip meegenomen tijdens het liften meegenomen door een dronken man die zich "Foljijn" noemt. Dit is Joseph Pholien, ex-premier toen het verhaal in de krant liep. Pholien was op dat moment in een schandaal verwikkeld en vertoefde in Mexico. Van de krantendirectie moet Sleen hem echter uit het verhaal schrappen, en tovert Foljijn om tot van Zwam.[1]
- Van Zwam vertelt in strook 99 dat hij op zoek is naar de daders achter de aanslag op de IJzertoren, maar zijn zoektocht inmiddels heeft opgegeven. Wanneer hij Don Cruellos en Fricadello in strook 115 in zijn autokoffer opsluit denkt hij hardop: "'t Zou mij geen chiek verwonderen moesten die gasten iets met de aanslag op de IJzertoren te maken hebben."
- In strook 108 besluit Don Fricadello iedereen in een massagraf te steken. Don Cruellos antwoordt: "Zeg eens, Fricadello, hebt gij soms communistische neigingen?"
- De dronken Nero en Van Zwam zingen in strook 132 "Jezebel", destijds een hit voor Frankie Laine.
- Wanneer Nero Van Zwam de tijdbom geeft in strook 146 smijt Van Zwam ze meteen het venster uit. Hij berispt Nero met de woorden: "Nero, in 't vervolg dooft ge zo'n tijdbom onmiddellijk uit, in plaats van ze van hand tot hand over te leveren, zoals in het Oude Testament."
- De Amerikaanse luchtmacht denkt in strook 162 dat Nero en co communistische spionnen zijn. Nero's ontkenning wordt door hen beantwoord met de uitspraak: "Daar zal McCarthy wel over beslissen." Joseph McCarthy was een Amerikaanse senator die begin jaren 50 een ware terreur ontketende met zijn heksenjacht naar communisten in de VS.
- De slogan "I like Nero" in strook 223 is een allusie op de verkiezingsslogan "I like Ike" die gebruikt werd om Dwight Eisenhower tot president te verkiezen.
- Nero leest een boek over hoe men zich als president moet gedragen (strook 225). De auteur is Harry Truman.
- In strook 226 heeft Madam Pheip een jurkje gekocht omdat Esther Williams het ook draagt.
- In strook 227 wordt een onderzoek ingesteld naar Nero's anti-Amerikaanse gedragingen, een verwijzing naar de communistenjacht van Joseph McCarthy.
- Van Zwam parafraseert Alphonse Allais' uitspraak "Partir c'est mourir un peu." ("Vertrekken is een beetje sterven"). Een uitspraak die ook in De Erfenis van Nero en De Hoed van Geeraard de Duivel al gedaan werd.
- In het album De Spook uit de Zandstraat (1995) rolt Nero een Bende op die zich de "Bende van de Witte Kous" noemt.
- Het verhaal verscheen pas bijna twee jaar na de voorpublicatie in de krant in album.